# Aleksandr Bednov
Aleksandr Aleksandrovitj Bednov (ryska: Александр Александрович Беднов), född 29 augusti 1969 i Lugansk, död 1 januari 2015 i Lutugino, var befälhavare över snabbinsatsstyrkan Batman (ryska: Бэтмен). Han var Folkrepubliken Lugansks försvarsminister mellan den 20 och den 27 augusti 2014.